# Mulhall (Oklahoma)
Mulhall es un pueblo ubicado en los condados de Logan y Payne en el estado estadounidense de Oklahoma. En el año 2010 tenía una población de 225 habitantes y una densidad poblacional de 	375 personas por km².

## Geografía
Mulhall se encuentra ubicado en las coordenadas 36°3′55″N 97°24′18″O / 36.06528, -97.40500 (36.065393, -97.405081).

## Demografía
Según la Oficina del Censo en 2000 los ingresos medios por hogar en la localidad eran de $31,750 y los ingresos medios por familia eran $37,969. Los hombres tenían unos ingresos medios de $30,500 frente a los $21,875 para las mujeres. La renta per cápita para la localidad era de $13,804. Alrededor del 15.4% de la población estaban por debajo del umbral de pobreza.